# Berkowezkyj-Friedhof
Koordinaten: 50° 29′ 40″ N, 30° 23′ 42″ O
Der Berkowezkyj- oder Stadt-Friedhof (ukrainisch Беркове́цький (Міський) цви́нтар Berkowezkyj (Miskyj) zwyntar) ist der größte Friedhof der ukrainischen Hauptstadt Kiew und einer der größten der Ukraine. Der Name des Friedhofs geht auf einen ehemals hier befindlichen Weiler zurück.

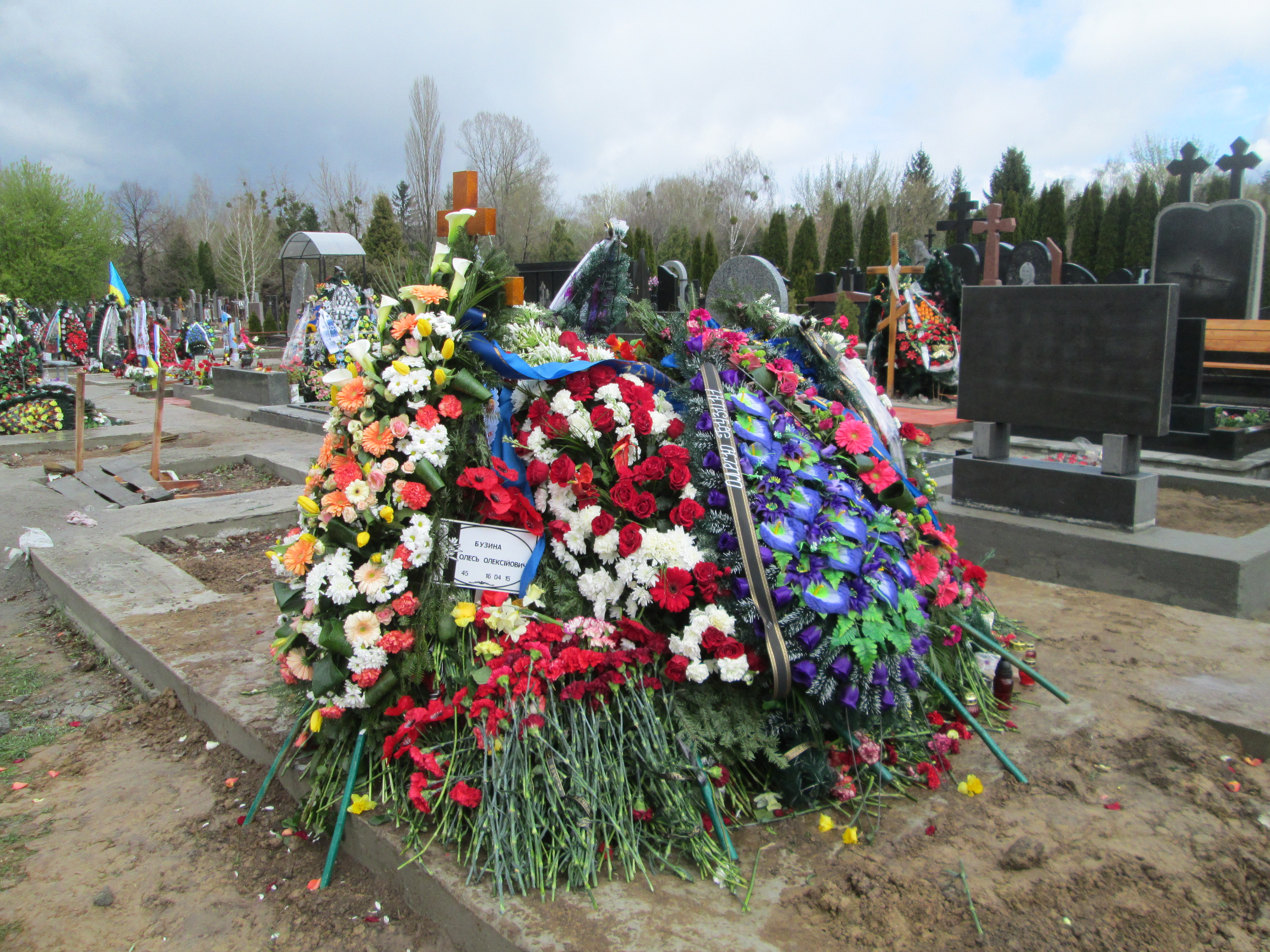
Berkowezkyj-Friedhof mit dem Grab von Oles Busyna im Vordergrund

Der Friedhof wurde im Jahr 1957 gegründet und liegt im Nordwesten des Rajon Podil im Westen der Metropole. Der Haupteingang liegt auf der Wulyzja Stezenka (вулиця Стеценка) 18.
Auf einer Fläche von 152 Hektar befinden sich mehr als 200.000 Gräber, die auch Grabstätte von zahlreichen Personen des öffentlichen Lebens der Ukraine, unter anderem mehr als 42 Helden der Sowjetunion, berühmten Künstlern, Fußballern und Ärzten, sind.
Am 7. Dezember 1970 fand auf dem Friedhof die Beerdigung der ermordeten Malerin und Dissidentin Alla Horska statt, die zu einem Protest gegen das bestehende kommunistische Regime in der Ukraine wurde.
Am 18. und 19. April 2015 wurden die beiden Attentatsopfer Oleh Kalaschnikow und Oles Busyna auf dem Friedhof beerdigt.
Weitere hier bestattete Persönlichkeiten:
- Jelisaweta Schachatuni (1911–2011), Luftfahrtingenieurin und Hochschullehrerin
- Olha Awilowa (1918–2009), Chirurgin und Hochschullehrerin
- Petro Balabujew (1931–2007), Flugzeugkonstrukteur
- Waleri Belikow (1925–1987), sowjetischer Armeegeneral
- Sergei Gorjunow (1899–1967), sowjetisch-russischer Generaloberst
- Ihor Turtschyn (1936–1993), Handballtrainer